# Montevideo (band)
Montevideo is een Belgische band uit Brussel opgericht door Manu Simonis en Julien Galoy. Montevideo begon als een skaband, maar naarmate het viertal op de restricties van het genre stuitte, begonnen invloeden van andere stijlen (ska, wave, funk) de groepssound te bepalen. De groep scoorde vooral in Wallonië en Brussel hitjes met singles als 'Sluggish Lovers' en 'Tribal Dance'.

## Biografie
Het viertal brengt discoritmes met gitaarriffs en catchy refreinen. Zelf halen ze bands als The Clash, The Stranglers, Sonic Youth, Pixies en Madness aan wat betreft hun belangrijkste invloeden. Recensenten daarentegen vergelijken Montevideo regulair met Franz Ferdinand, Kaiser Chiefs en The Bravery.

### Eerste demo's en debuutalbum
Onder de hoede van producer Rudy Coclet (Arno, Mud Flow, Sharko) nam Montevideo in de zomer van 2004 al een demo op. In 2005 bracht John Stargasm, frontman van de Brusselse rockband Ghinzu, hen onder zijn label “Dragoon”. Samen met John Stargasm en Christine Verschorren namen ze het debuutalbum “Montevideo” op in de Studio Caraïbes in Brussel. Het album, verschenen op 6 juni 2006, bevat elf songs, klinkt modieus en Brits.
De single ‘Sluggish Lovers’ werd al snel een hit en maakte van Montevideo een van de succesvolste Waalse bands in jaren. De gelijknamige videoclip, geregisseerd door François Jaques, was een kanshebber voor de prijs voor beste videoclip op het Brussels Festival van de Animatiefilm 2007 (ANIMA) in Flagey. De groep speelde op tal van zomerfestivals waaronder Les Ardentes, Dour Festival en Nandrin.
Het album "Montevideo" verscheen op 27 augustus 2007 ook in Frankrijk. Dat jaar trad Montevideo tweemaal op in Frankrijk als opening act voor The Rapture. Op 26 mei 2007 speelde de band in het voorprogramma van Muse in de Rockhal in Luxemburg.

### Tribal Dance
De single Tribal Dance, afkomstig uit de gelijknamige EP, die in februari 2011 werd een hitje en haalde een 39ste plaats in de Waalse Ultratop 50. De EP werd geproduceerd door Sebastiaan Vandevoorde (Villa, Moonlight Matters) en verscheen in het najaar van 2011.

### Personal Space
Na de uitgave van de EP "Tribal Dance" dook Montevideo terug de studio in om 10 nummers op te nemen voor een nieuw album dat "Personal Space" als naam meekreeg. Het album betekende een nieuwe, frisse start voor de groep die met een andere, meer catchy sound kwam aanzetten, gevuld met feelgood discobeats en falsetto stemmen. In april 2012 tekende Montevideo bij platenmaatschappij EMI Records.
De single 'Horses' die opgenomen werd in de New Yorkse studio van LCD Soundsystemfrontman James Murphy kon rekenen op airplay op de meeste Waalse en Brusselse radiostations. Voor de opname van de single 'Fate & Glory' werkte Montevideo samen met Lara Chedraoui, de zangeres van Intergalactic Lovers.

## Discografie

### Albums en demo's
- Demo (2004)
- Montevideo (2006, Dragoon)
- Tribal dance (2011, Relish)
- Personal space (2012, EMI)
- Temperplane (2019, Tigersushi)

### Singles
- Sluggish Lovers (2006)
- Groovy Station (2006)

## Hitnoteringen

### Albums
| Album met hitnotering(en) in de Vlaamse Ultratop 200 albums | Datum van verschijnen | Datum van binnenkomst | Hoogste positie | Aantal weken | Opmerkingen |
| ----------------------------------------------------------- | --------------------- | --------------------- | --------------- | ------------ | ----------- |
| Personal space                                              | 2012                  | 13-10-2012            | 159             | 2            |             |

### Singles
| Single met hitnotering(en) in de Vlaamse Ultratop 50 | Datum van verschijnen | Datum van binnenkomst | Hoogste positie | Aantal weken | Opmerkingen        |
| ---------------------------------------------------- | --------------------- | --------------------- | --------------- | ------------ | ------------------ |
| Fate & glory                                         | 08-10-2012            | 27-10-2012            | tip15           | -            | met Lara Chedraoui |
| Castles                                              | 27-08-2012            | 06-04-2013            | tip50           | -            |                    |